# العلاقات النيجرية الكونغوية
العلاقات النيجرية الكونغولية هي العلاقات الثنائية التي تجمع بين النيجر وجمهورية الكونغو.

## مقارنة بين البلدين
هذه مقارنة عامة ومرجعية للدولتين:
| وجه المقارنة                                              | النيجر          | [[تصنيف:صفحات تستخدم رمز علم غير موجود\|]] جمهورية الكونغو |
| --------------------------------------------------------- | --------------- | ---------------------------------------------------------- |
| المساحة (كم2)                                             | 1.27 مليون      | 342.00 ألف                                                 |
| عدد السكان (نسمة)                                         | 21.48 مليون     | 5.26 مليون                                                 |
| الكثافة السكانية (ن./كم²)                                 | 16.91           | 15.38                                                      |
| العاصمة                                                   | نيامي           | برازافيل                                                   |
| اللغة الرسمية                                             | لغة فرنسية      | لغة فرنسية                                                 |
| العملة                                                    | فرنك غرب أفريقي | فرنك وسط أفريقي                                            |
| الناتج المحلي الإجمالي (بليون دولار)                      | 8.12 مليار      | 8.72 مليار                                                 |
| الناتج المحلي الإجمالي (تعادل القوة الشرائية) بليون دولار | 19.01 مليار     | 29.48 مليار                                                |
| الناتج المحلي الإجمالي الاسمي للفرد دولار أمريكي          | 358             | 1.85 ألف                                                   |
| الناتج المحلي الإجمالي للفرد دولار أمريكي                 | 938             |                                                            |
| مؤشر التنمية البشرية                                      | 0.348           | 0.591                                                      |
| رمز المكالمات الدولي                                      | +227            | +242                                                       |
| رمز الإنترنت                                              | .ne             | .cg                                                        |
| المنطقة الزمنية                                           | ت ع م+01:00     | ت ع م+01:00                                                |

## منظمات دولية مشتركة
يشترك البلدان في عضوية مجموعة من المنظمات الدولية، منها:
| علم المنظمة | اسم المنظمة                                 | تاريخ انضمام النيجر | تاريخ انضمام جمهورية الكونغو |
| ----------- | ------------------------------------------- | ------------------- | ---------------------------- |
|             | البنك الدولي للإنشاء والتعمير               | 24 أبريل 1963       | 10 يوليو 1963                |
|             | يونسكو                                      | 10 نوفمبر 1960      | 24 أكتوبر 1960               |
|             | أفريستات ‏                                   | 21 سبتمبر 1993      | 21 سبتمبر 1993               |
|             | أحدى                                        | ?                   | ?                            |
|             | البنك الإفريقي للتنمية                      | ?                   | ?                            |
|             | منظمة الشرطة الجنائية الدولية               | ?                   | ?                            |
|             | الأمم المتحدة                               | 20 سبتمبر 1960      | 20 سبتمبر 1960               |
|             | الاتحاد الأفريقي                            | ?                   | ?                            |
|             | مجموعة دول أفريقيا والكاريبي والمحيط الهادئ | ?                   | ?                            |
|             | مؤسسة التنمية الدولية                       | 24 أبريل 1963       | 8 نوفمبر 1963                |
|             | منظمة التجارة العالمية                      | ?                   | ?                            |
|             | وكالة ضمان الاستثمار متعدد الأطراف          | 10 مايو 2012        | 16 أكتوبر 1991               |
|             | مؤسسة التمويل الدولية                       | 7 يناير 1980        | 1 أكتوبر 1980                |
|             | الفريق المعني برصد الأرض                    | ?                   | ?                            |
|             | منظمة حظر الأسلحة الكيميائية                | ?                   | ?                            |
|             | المركز الدولي لتسوية المنازعات الاستشارية   | 14 ديسمبر 1966      | 14 أكتوبر 1966               |